# Wojciech Wilk

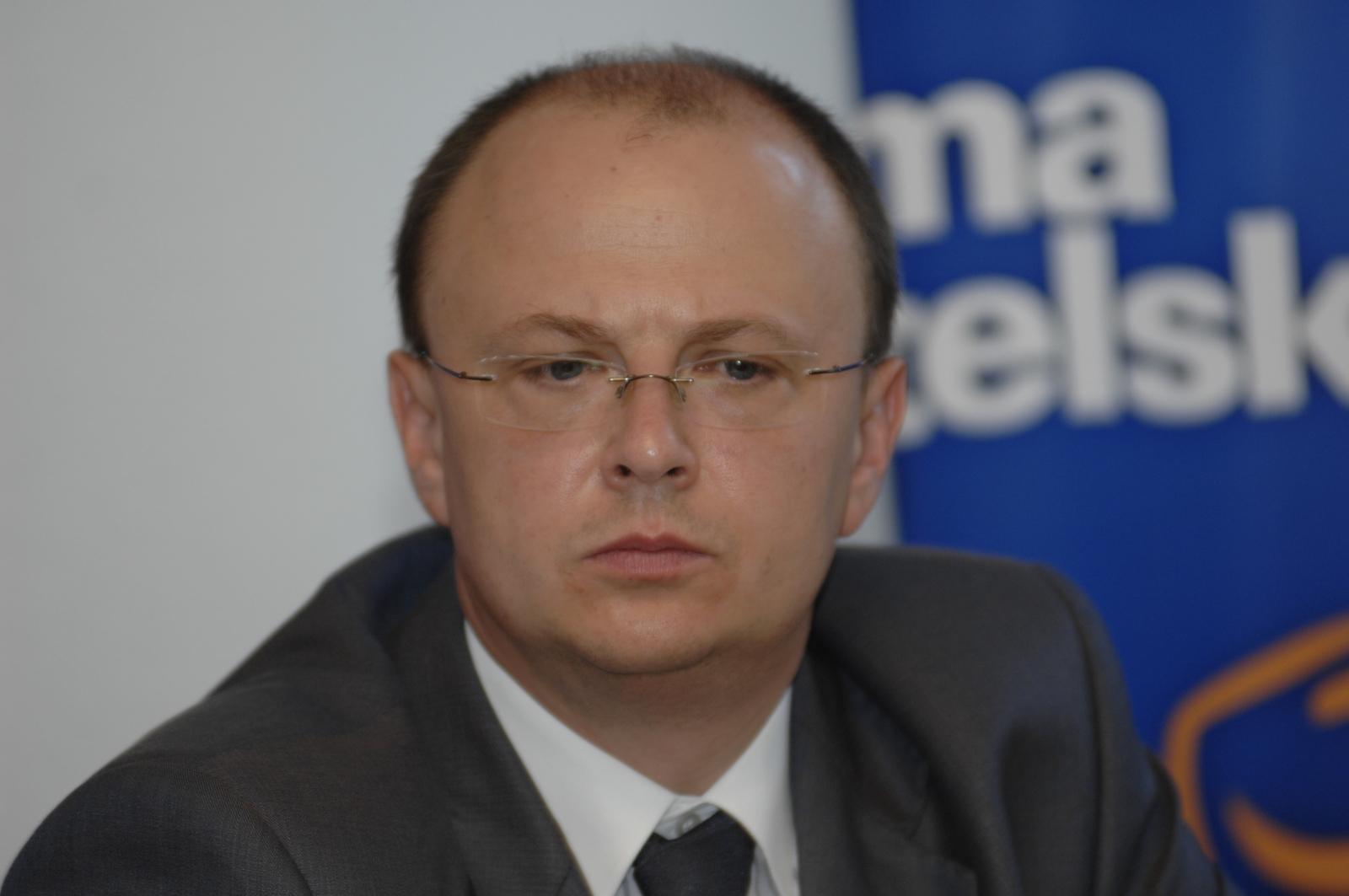
Wojciech Wilk (2010)

Wojciech Wilk (* 12. August 1972 in Kraśnik) ist ein polnischer Politiker der Platforma Obywatelska (Bürgerplattform).
Wilk studierte an der Maria-Curie-Skłodowska-Universität in Lublin Recht und schloss sie mit einem Diplom ab. Weiterhin absolvierte er Aufbaustudien zur Immobilienwirtschaft und Europäischen Integration. Ab 1997 arbeitete er in der Stadtverwaltung Kraśnik, ab dem Jahr 1999 als stellvertretender Vorsitzender, ab 2000 als Vorsitzender des Amtes für Grundstücksverwaltung. 2002 bis 2005 war Wojciech Wilk stellvertretender Bürgermeister seiner Heimatstadt. Bei den Parlamentswahlen in Polen 2005 wurde er im Wahlkreis 6 Lublin mit 5501 Stimmen erstmals in den Sejm gewählt. Bei den vorgezogenen Parlamentswahlen 2007 vereinigte er im selben Wahlbezirk 9079 Stimmen auf sich und erhielt damit erneut ein Mandat. Seit 2005 arbeitet er in den Kommissionen für Verwaltung und interne Angelegenheiten sowie Gerechtigkeit und Menschenrechte. Seit 2006 arbeitet er zusätzlich in der außerordentlichen Kommission zur Änderung der Kodifizierung (Komisja Nadzwyczajna do spraw zmian w kodyfikacjach). Von 2014 bis 2015 war er Woiwode von Lublin. 
Wojciech Wilk ist verheiratet und hat zwei Kinder.